# 奕继
奕继（1829年12月2日—1830年1月22日），爱新觉罗氏，清朝道光帝第三子。奕继生于道光九年（1829年）十一月初七，生母是静妃博尔济吉特氏。是奕訢的亲生哥哥。奕繼只活了1个月，同年腊月廿八，奕继病死，咸丰帝即位后，追封哥哥为慧郡王，谥号质。

## 延伸阅读
[在维基数据编辑]
 《清史稿·卷221》，出自趙爾巽《清史稿》